# Wölfe in Deutschland

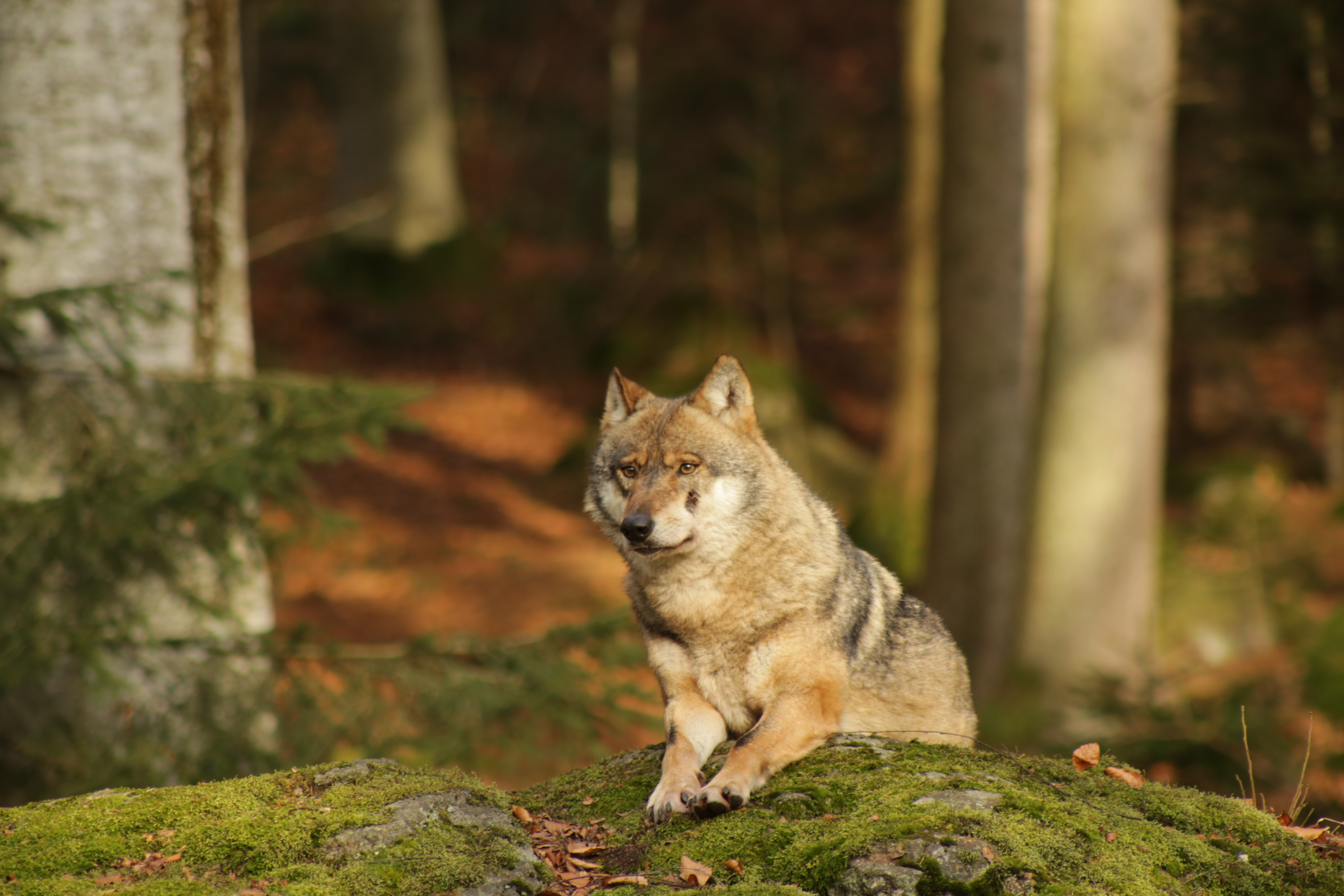
Wolf im Nationalpark Bayerischer Wald

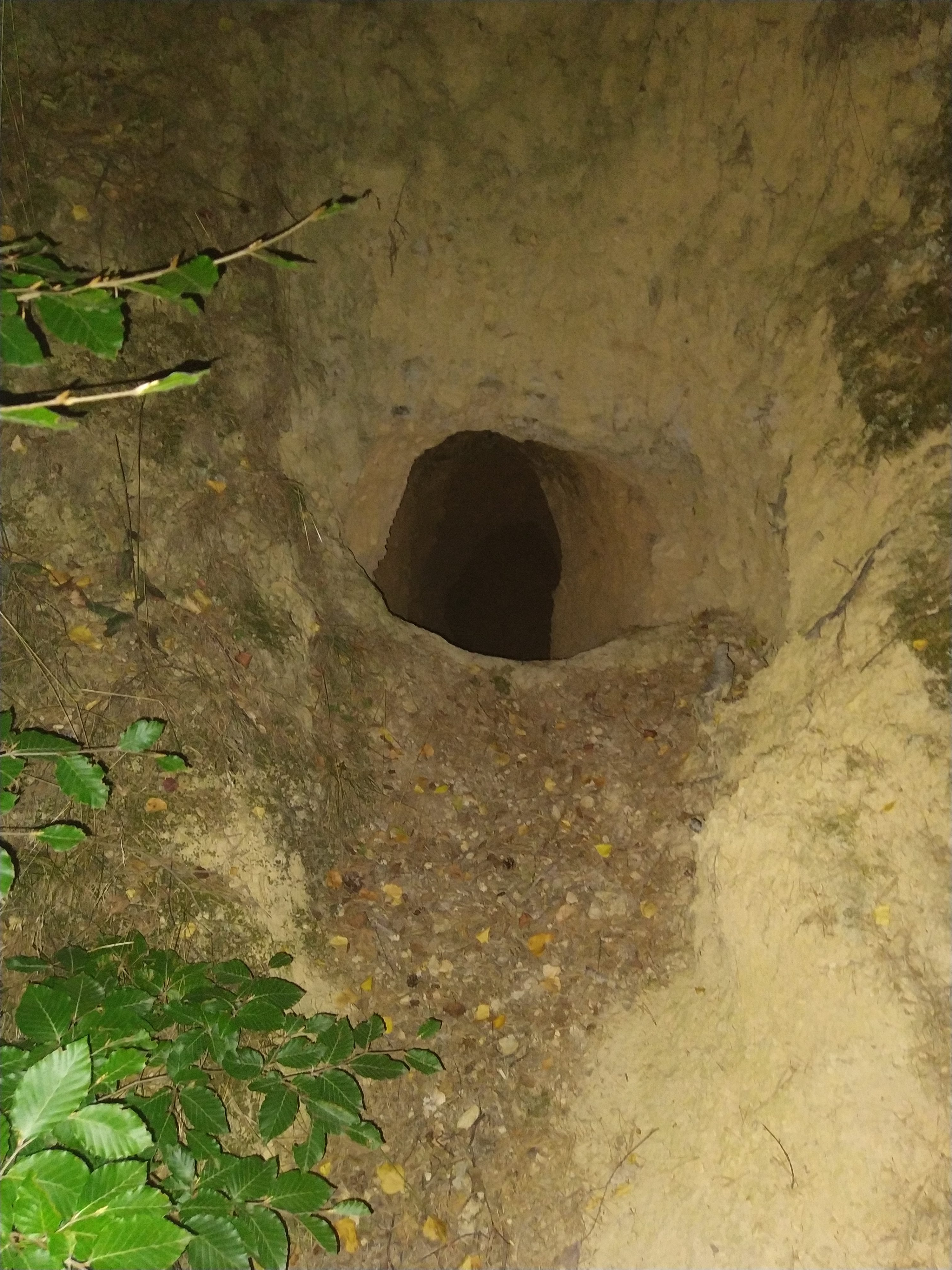
Wolfshöhle bei Rosbach vor der Höhe in Hessen

Gebiete mit Wolfsnachweisen in Deutschland 2020/21 (auf Basis einer in der Karte nicht dargestellten 10-km-Rasterzellen-Einteilung)
Gebiete mit Wolfsnachweisen
nachgewiesene Wolfsreproduktionen

Deutschland liegt in einem der ursprünglichen Verbreitungsgebiete des Eurasischen Wolfs. Die Eurasischen Wölfe (Canis lupus lupus) leben in den gleichen Klimazonen wie manche Unterarten des Wolfs in Nordamerika und haben die gleiche ökologische Funktion.
Im 18. Jahrhundert war der Wolf in den meisten Regionen des heutigen Deutschland ausgerottet. Spätestens die ab der zweiten Hälfte des 19. Jahrhunderts bis zum Ende des 20. Jahrhunderts in Deutschland angetroffenen Wölfe waren sehr wahrscheinlich Zuwanderer. Im Jahr 2000 wurde im sächsischen Teil der Lausitz erstmals wieder eine erfolgreiche Reproduktion (Welpenaufzucht) des Wolfes in Deutschland nachgewiesen. Seit 2005 nimmt der Bestand an Wölfen exponentiell zu. Das Verbreitungsgebiet hat sich beständig vergrößert und auf große Teile der Bundesrepublik ausgedehnt.
Im Erfassungszeitraum (Monitoringjahr) 2018/19 gab es in elf Bundesländern insgesamt 105 Rudel, 25 Paare und 13 territoriale Einzeltiere; die Geburt von 393 Welpen wurde registriert. 2019 wurden laut Bundesamt für Naturschutz nach den Monitoringdaten der DBBW in Deutschland mindestens 275 bis 301 erwachsene Wölfe erfasst. Nach Hochrechnungen des Deutschen Jagdverbands (DJV) lebten seit dem Frühsommer 2019 insgesamt rund 1300 Wölfe in Deutschland, erwachsene und Jungtiere. Andere Autoren schätzten die Gesamtzahl der Individuen für das Jahr 2020 auf 1200 bis 1500 Wölfe.
Bis Ende April 2023 haben sich mindestens 184 Wolfsrudel, 47 Wolfspaare und 22 residente Einzeltiere in der Bundesrepublik etabliert.
Durchziehende Einzeltiere wurden in allen Bundesländern beobachtet, inkl. der Stadtstaaten Bremen, Hamburg, Berlin und im Saarland.  Dies war auch bisher das letzte Bundesland, bei dem eine Sichtung eines Einzeltieres im Juli 2024 gemeldet wurde.

## Ausrottung
Im ausgehenden Mittelalter setzte mit der Zunahme der Viehhaltung eine intensive Verfolgung des Wolfes ein. Insbesondere bei der Waldweide waren erhebliche Nutztierverluste durch den Wolf zu verzeichnen. Im 15. und 16. Jahrhundert versuchte man, den Wolf durch systematische Bekämpfung mithilfe von Lappjagd, Wolfsgruben, Wolfsangeln und Giftködern auszurotten. Im 17. Jahrhundert während des Dreißigjährigen Kriegs und infolge von Pestepidemien insbesondere in den deutschen Ostprovinzen nahmen die Bestände des bereits weitgehend ausgerotteten Wolfs wieder zu. Unter Johann Georg II. von Sachsen wurden zwischen 1656 und 1680 2195 Wölfe und in Preußen allein im Jahr 1700 4300 Wölfe erlegt. Im Gebiet der heutigen Bundesrepublik waren Wölfe bereits um 1750 weitgehend ausgerottet. So wertete man die in Vorpommern seit 1740 erlegten Wölfe als „versprengte Exemplare“, die „als einheimische Thiere nicht mehr betrachtet werden können“. Ein letzter Nachweis von Welpen in Preußen im Jahr 1834 betrifft Hinterpommern und damit das heutige Polen.

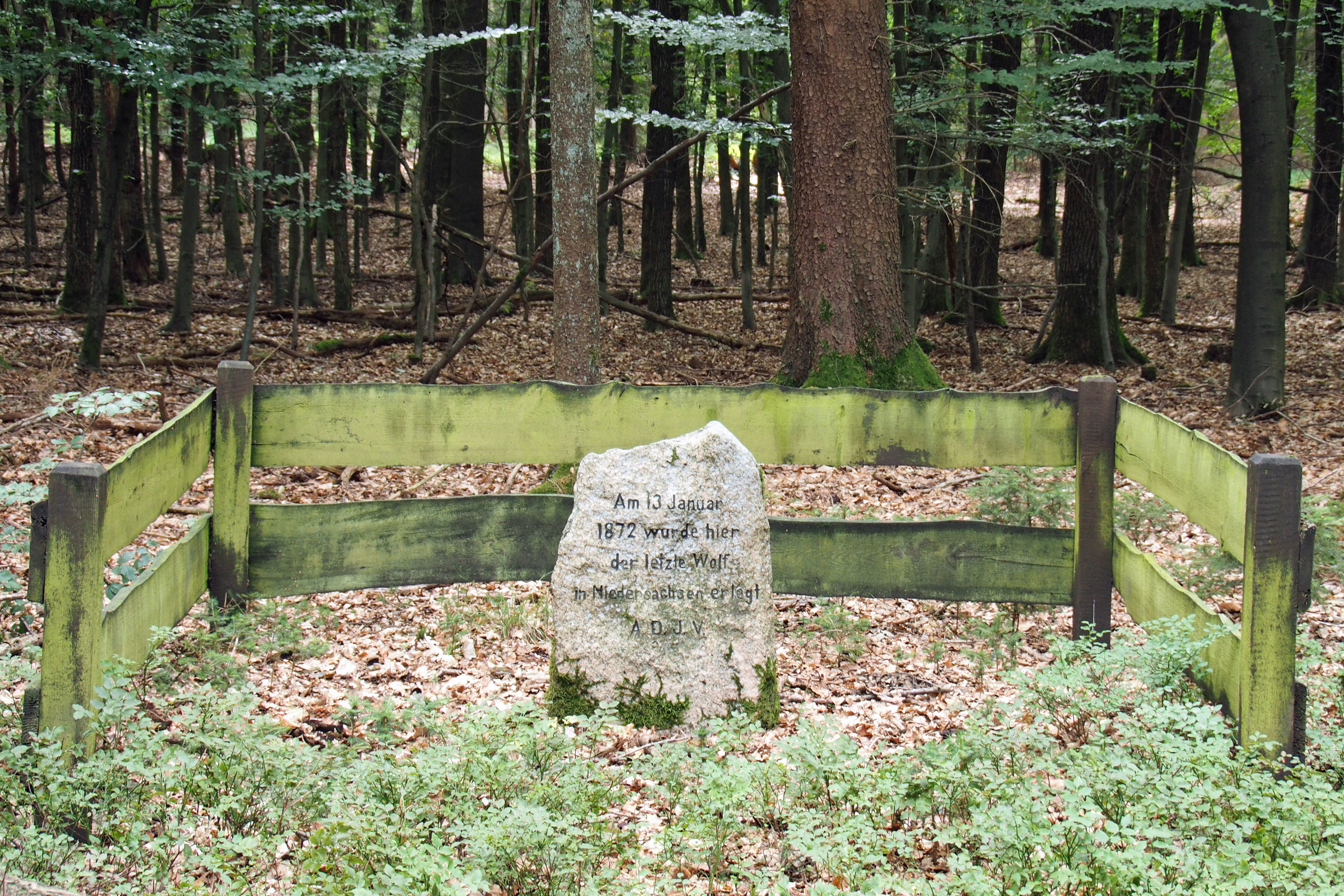
Wolfsstein im Becklinger Holz, Truppenübungsplatz Bergen. Hier erschoss der Leibjäger von König Georg V. von Hannover 1872 einen der letzten Wölfe in Niedersachsen

In Westfalen wurden die autochthonen (im Gebiet geborenen) Wölfe wahrscheinlich vor 1770 ausgerottet; danach dort aufgetauchte Wölfe gelten als Zuwanderer. In der nordwestlichen Eifel soll der Wolf zwar noch bis 1872 „Standwild“ gewesen sein, doch wurde der dortige Bestand immer wieder durch Zuwanderung aus den Ardennen ergänzt. Wölfe seien über den zugefrorenen Rhein auch auf die östliche Rheinseite gelangt und teilweise bis ins Wittgensteiner Land im südöstlichen Westfalen gewandert. Im 19. Jahrhundert in Westfalen und Niedersachsen getötete Wölfe waren, soweit deren Geschlecht bekannt ist, ausnahmslos Rüden auf Fernwanderungen. Seit dem 17. Jahrhundert werden in Deutschland Wolfssteine im Andenken an besondere Ereignisse mit Wölfen wie Jagden oder Abschüsse aufgestellt (während in neuerer Zeit auch Steine angedenklich der Rückkehr von Wölfen gesetzt werden).
Laut dem Kulturwissenschaftler Alexander Kling wurde der Wolf im Zuge des Dreißigjährigen Krieges, als seine Zahl zunahm, mit dem Kollabieren der Ordnung gleichgesetzt, was zu den Ausrottungskampagnen führte. Jeder tote Wolf sei zudem als Sieg über die Wildnis gefeiert worden. Gerade die Märchen der Brüder Grimm hätten diesen „Triumph“ am Leben gehalten und verbreitet, obwohl sie in einer Zeit entstanden, als schon fast keine Wölfe mehr lebten.
1868 beschrieb der Brockhaus das Vorkommen von vereinzelten versprengten Wölfen in den deutschen Grenzländern. „Die besten Mittel zu seiner Ausrottung sind Lichtung der Wälder und häufige Treibjagden.“
Wann die letzten ursprünglich im Gebiet des heutigen Deutschland lebenden Wölfe getötet wurden, ist unbekannt. Eine Geburt von Welpen ist für das 19. Jahrhundert nicht belegt. Doch wurden bis zur Wiederbesiedlung einiger Regionen Deutschlands um die Jahrtausendwende immer wieder einzelne Wölfe geschossen oder auf andere Weise getötet, in Niedersachsen beispielsweise 1872 ein Wolf im Becklinger Holz. Auf einige dieser Wölfe richtete sich das besondere Interesse der Öffentlichkeit, etwa auf den 1904 in der Lausitz erschossenen „Tiger von Sabrodt“, den man zunächst für ein entkommenes Zirkustier gehalten hatte. Als Würger vom Lichtenmoor wird ein fiktives Raubtier bezeichnet, das 1948 in Niedersachsen zahlreiche Haus- und Wildtiere rund um das Lichtenmoor nordöstlich von Nienburg/Weser gerissen haben sollte. Bei vielen vermeintlichen Angriffsopfern des „Würgers“ handelte es sich jedoch um Tiere, die in der Not der Nachkriegszeit gestohlen, gewildert oder illegal geschlachtet worden waren. Nach erfolglosen Treibjagden erlegte am 27. August 1948 der Bauer Hermann Gaatz dort einen Wolfsrüden.

## Wiederbesiedlung

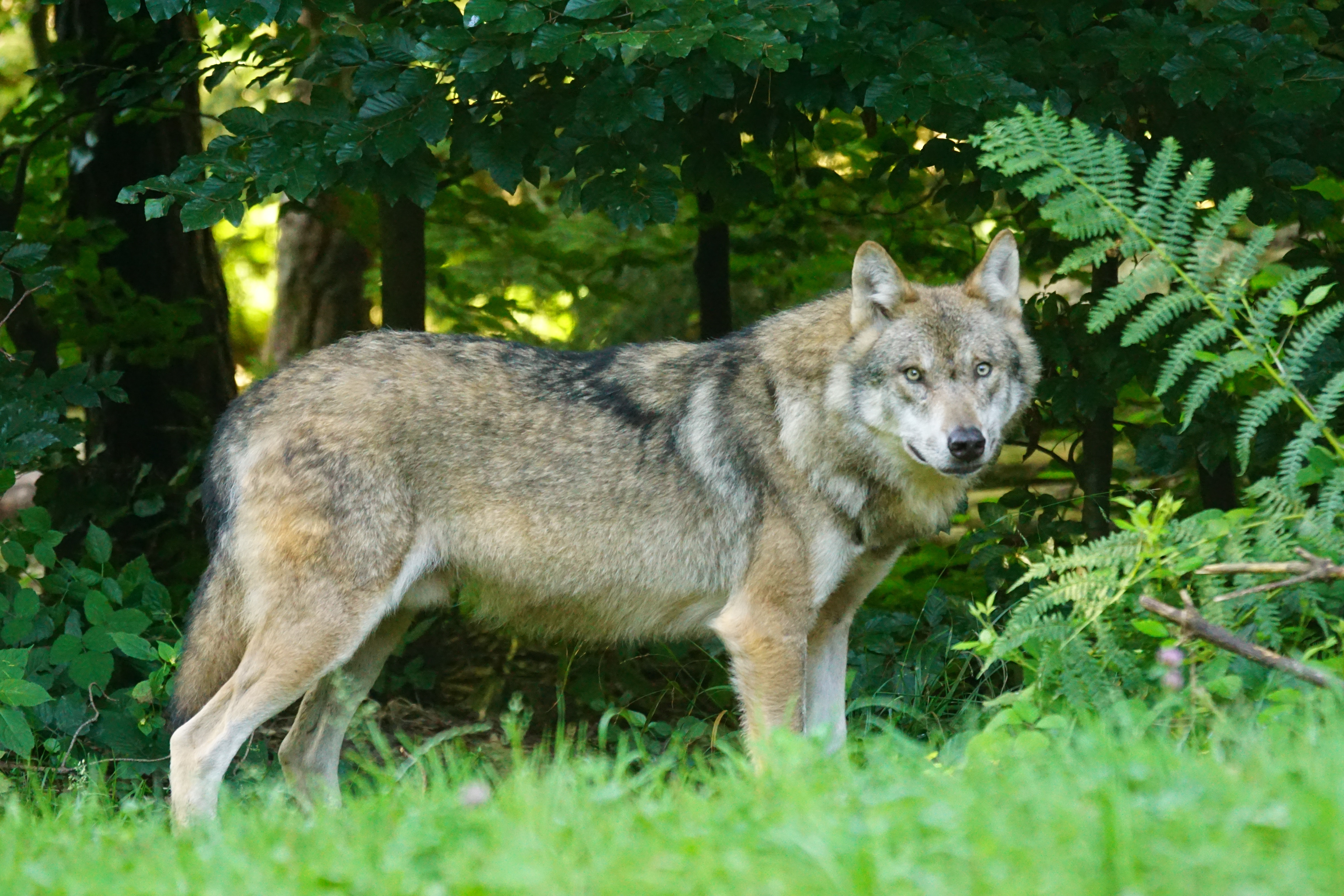
Der Wolf besiedelt in Deutschland vorwiegend deckungsreiche offene und locker bewaldete Lebensräume.

Nach dem Zweiten Weltkrieg wanderten immer wieder Wölfe nach Deutschland ein. Bis 1990 wurden in der damaligen DDR mindestens 21 Wölfe geschossen oder mit Fallen gefangen. 1989/90 fielen die Mauer an der innerdeutsche Grenze und der eiserne Vorhang zwischen dem Westen und dem Warschauer Pakt.
Seitdem wird Deutschland aus östlichen und südlichen Nachbarländern von Wölfen besiedelt. Wölfe scheinen in Deutschland „Habitatstrukturen mit einem heideähnlichen Charakter“ zu bevorzugen sowie Lebensräume „die aufgelockerte Waldbestände und damit hinreichende Deckungsmöglichkeiten beinhalten“. Als Wolfslebensräume eignen sich vor allem Gebiete mit spärlicher menschlicher Besiedlung und geringer Verkehrsdichte (wenige Straßen) sowie hohen Bestandsdichten freilebender Paarhufer wie Rehe, Rothirsche und Wildschweine. Aus Polen nach Ostdeutschland eingewanderte Wölfe hielten sich zuerst auf Rekultivierungsflächen ehemaliger Tagebaue und Truppenübungsplätzen auf.
Im sächsischen und brandenburgischen Teil der Lausitz bewohnten Wölfe 2012 ein geschlossenes Vorkommensgebiet von 3200 Quadratkilometern, das sich in Polen fortsetzte. Die im Jahr 2000 im sächsischen Teil der Lausitz nachgewiesene Aufzucht von Welpen war der Beginn einer neuen Populationsdynamik, die mit weiterer Jungenaufzucht und Ausbreitung einherging. Anhand der genetischen Profile in der frühen Besiedlungsphase lässt sich ein großer Teil der heute in Deutschland lebenden Wölfe auf zwei weibliche Individuen zurückführen, die Töchter FT1 „Sunny“ und FT3 „Einauge“ des ersten Rudels vom Truppenübungsplatz Oberlausitz in der Muskauer Heide.

## Aktuelle Bestandsentwicklung

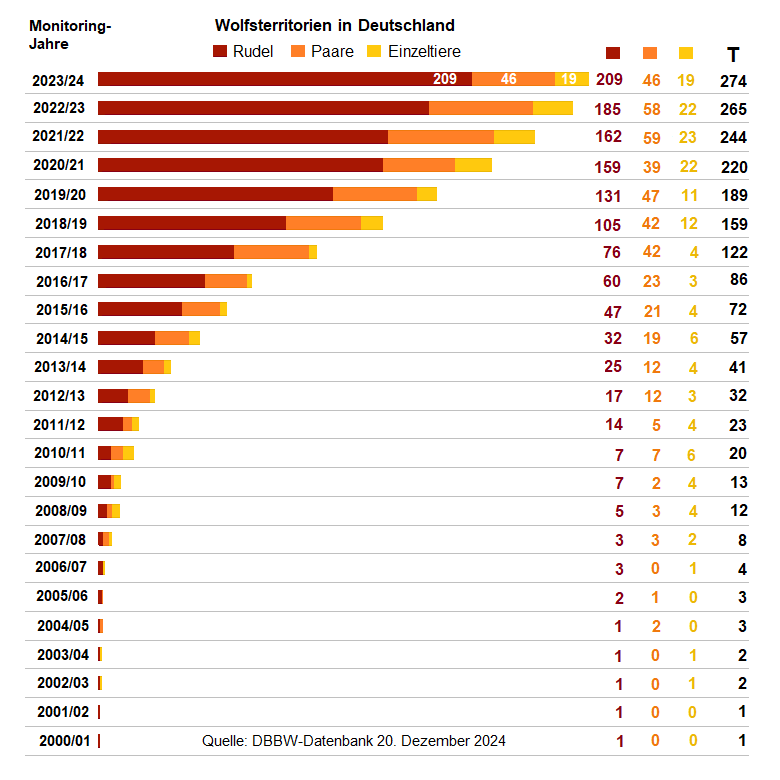
Entwicklung des Wolfsbestands in Deutschland Monitoringjahre 2000/2001 bis 2023/2024

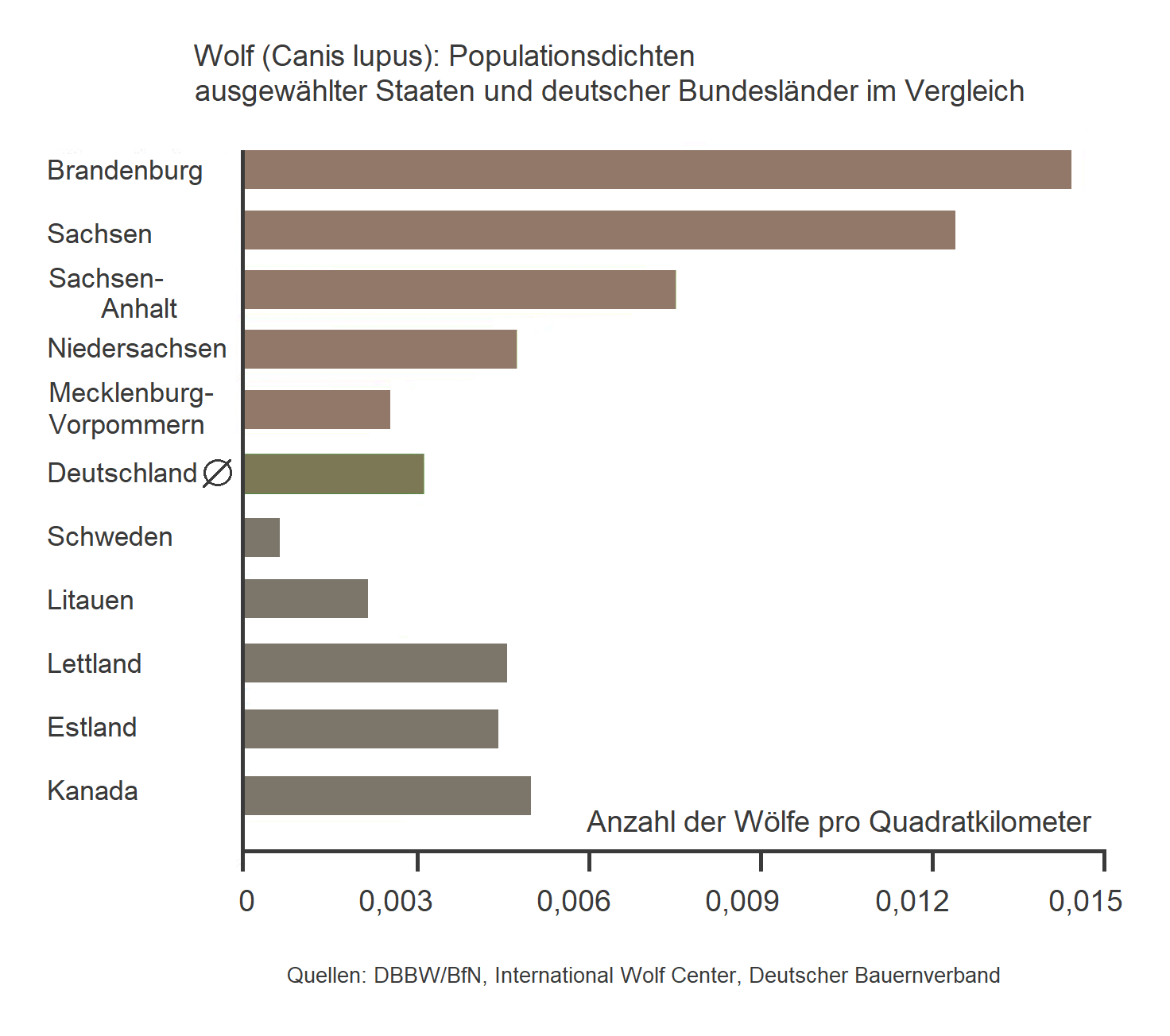
Vergleich der Populationsdichten bei den Wolfsbeständen in Deutschland und anderen Staaten. Aufzeichnungen von besenderten Wölfen in Sachsen zeigen, dass sich der Bestand verdichtet hat, weil manche jungen erwachsenen Wölfe nicht abwandern.

In Brandenburg ist der Wolfsbestand bis 2023 auf insgesamt 68 Wolfsterritorien angestiegen, in denen 52 Rudel und 10 Paare leben. In 49 der Territorien wurden dort 210 Welpen großgezogen.
Auch in anderen Bundesländern ist die Anzahl der Wolfsrudel rasch angestiegen, so dass bestimmte Gebiete als Wolfsgebiete ausgewiesen wurden, in denen Herdenschutzmaßnahmen staatlich gefördert werden. Die Dokumentations- und Beratungsstelle des Bundes zum Thema Wolf verzeichnete für das Monitoringjahr 2022/23 in Deutschland 252 Wolfsterritorien. Zehn Jahre zuvor waren es noch 32 Wolfsterritorien.
Bundesländer ohne bestätigte Wolfsterritorien sind aktuell nur noch das Saarland und die Stadtstaaten Berlin, Hamburg und Bremen.
Der jährliche Anstieg bei der Anzahl der Wolfsterritorien betrug in Deutschland zuletzt 3,3 %. Die Tabelle zeigt die noch unvollständigen Daten der Deutschen Beratungsstelle des Bundes zum Thema Wolf (DBBW) für das Monitoringjahr 2023/24.
| Bundesland             | Territorien | Rudel | Paare | Territoriale Einzeltiere | Welpen |
| ---------------------- | ----------- | ----- | ----- | ------------------------ | ------ |
| Baden-Württemberg      | 3           | 1     | 0     | 2                        | 1      |
| Bayern                 | 11          | 7     | 2     | 2                        | 35     |
| Brandenburg            | 68          | 58    | 8     | 2                        | 210    |
| Hessen                 | 5           | 1     | 1     | 3                        | 2      |
| Mecklenburg-Vorpommern | 31          | 19    | 10    | 2                        | 80     |
| Niedersachsen          | 61          | 48    | 10    | 3                        | 198    |
| Nordrhein-Westfalen    | 6           | 2     | 1     | 3                        | 4      |
| Rheinland-Pfalz        | 4           | 2     | 1     | 1                        | 5      |
| Sachsen                | 43          | 37    | 6     | 0                        | 106    |
| Sachsen-Anhalt         | 37          | 32    | 4     | 1                        | 129    |
| Schleswig-Holstein     | 2           | 1     | 1     | 0                        | 6      |
| Thüringen              | 3           | 1     | 2     | 0                        | 5      |
| Deutschland insgesamt  | 274         | 209   | 46    | 19                       | 781    |

(siehe auch Günstiger Erhaltungszustand der Wolfspopulation)
Auf dem Stand von Juni 2021 hat das Wildtiermanagement Niedersachsen 37 Rudel und zwei Paare angegeben, die Stiftung Natur und Umwelt Rheinland-Pfalz insgesamt 9 Wölfe.

Nahrungszusammensetzung in der Lausitz lebender Wölfe. Die Prozentwerte sind auf der Basis von Kotanalysen errechnete Biomasseanteile. 94,9 % der Nahrungsmenge sind hiernach wild lebende Paarhufer.

Das enorme Potenzial des Wolfs, Fernwanderungen durchzuführen, begünstigt sowohl seine schnelle Ausbreitung als auch die Vernetzung der verschiedenen Populationen.
Die heute in Deutschland und im westlichen Polen territorial lebenden Wölfe bilden gemeinsam die Deutsch-Westpolnische Population, die auch als mitteleuropäische Flachlandpopulation bezeichnet wird (Bestand in Europa), welche den nach Westen verlagerten Westrand der baltischen Population darstellt und somit als Subpopulation der baltischen betrachtet werden kann. Beim Wolfsmonitoring in Polen hat Sabina Nowak eine leitende Stellung. Die polnischen Wissenschaftler schätzten den Wolfsbestand westlich der Weichsel für 2019 auf mindestens 95 sesshafte Rudel, so viele wie noch nie seit Beginn der Datenerhebungen 2003.
Einige der seit dem Jahr 2000 nach Bayern und Baden-Württemberg eingewanderten (und in einem Fall bis Hessen und Rheinland-Pfalz weitergezogenen) Wölfe stammten aus der alpinen Population. Auch aus der Dinariden-Balkan-Population sind einzelne Wölfe bis in den deutschen Alpenraum gewandert. Im Frühsommer 2020 wurde ein aus der Dinarischen Population stammender Rüde GW1706m bei Traunstein nachgewiesen.
Zumindest durchziehende Einzeltiere wurden in fast allen Bundesländern beobachtet. Nachdem beispielsweise in Schleswig-Holstein 2007 die erste Wolfsichtung verzeichnet wurde, gab es dort bis 2012 bereits 22 Nachweise. Bis November 2018 stieg diese Zahl auf 136 Nachweise, und 2024 wurde schließlich im Segeberger Forst ein Wolfsrudel mit acht Welpen nachgewiesen.
2009 legte ein junger Rüde, der im April 2009 in der sächsischen Lausitz mit einem Sender ausgestattet worden war, bis zum Herbst eine Luftlinien-Distanz von 800 Kilometern bis nach Belarus zurück. Auch Fähen können weite Strecken zurücklegen: Eine junge Wölfin wanderte 2011 innerhalb eines Monats gut 300 Kilometer Luftlinie von Sachsen-Anhalt bis vor Hamburg. In Rheinland-Pfalz gab es 2020 erstmals einen Fotonachweis von Wolfswelpen bei Neuwied, was auf ein territoriales Paar schließen lässt und den Beginn einer Rudelbildung, sowie einen Fotonachweis eines Wolfs bei Bad Dürkheim. In Baden-Württemberg sind vier männliche Wölfe mit Individualisierung nachgewiesen, von denen zwei aus Niedersachsen stammen (GW852m, GW1129m) und zwei aus der Alpenpopulation (GW883m und GW1832m). Im September 2020 gelangte der aus den Alpen stammende Wolfsrüde GW1832m in den Neckar-Odenwald-Kreis. Im Herbst 2020 lief ein neues Rudel in der Oberpfalz vor eine Wildkamera. Des Weiteren gibt es eine Reihe von Nachweisen ohne Individualisierung.

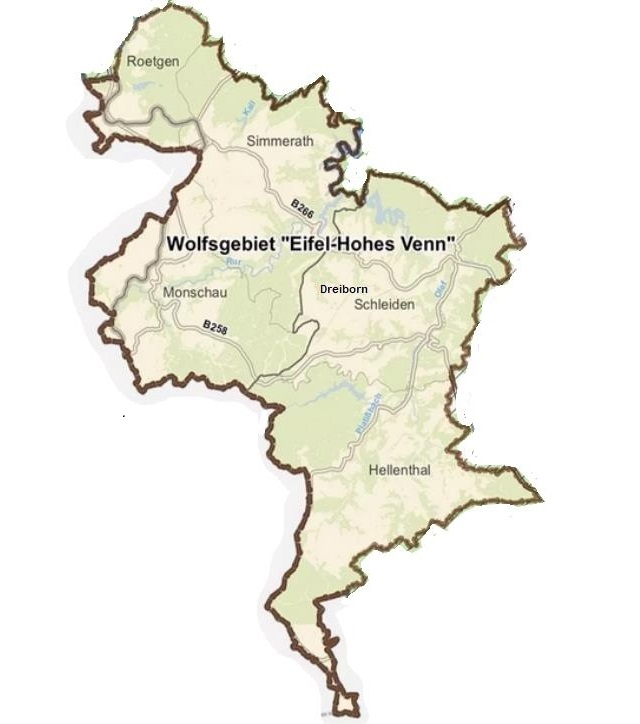
Obwohl die Zahl standorttreuer Wölfe in NRW noch gering ist, wurden vier Wolfsgebiete ausgewiesen, unter anderem 505 km² in der Eifel. 2021 waren fünf Wölfe im Hohen Venn sesshaft.

In Nordrhein-Westfalen ist seit 2018 die aus dem Rudel Schneverdingen stammende Wölfin GW954f „Gloria“ nachgewiesen, die wegen anhaltender Herdenschäden im Dezember 2023 vom Kreis Wesel zunächst zum Abschuss freigegeben wurde, was 2024 gerichtlich untersagt wurde. Sie ist die bis dato einzige reproduzierende Wölfin der Region und hat gelernt, über einen Meter hohe Herdenschutzzäune zu überwinden. Neben Gloria hat sich noch ein männliches Tier fest in Schermbeck angesiedelt. Es gab weitere weibliche und männliche Exemplare, die aber als durchziehende Einzeltiere eingestuft wurden. Nach Schermbeck, der Senne und dem Wolfsgebiet „Eifel – Hohes Venn“ wurde in Nordrhein-Westfalen 2020 mit dem Oberbergischen Land das vierte Wolfsgebiet ausgewiesen.
In Hessen gibt es seit 2020 Nachweise von drei weiblichen Wölfen (GW1166f, GW1409f, GW1644f) und mehrere Nachweise ohne Identifizierung. Auf dem Stand von November 2020 gibt es in Mecklenburg-Vorpommern mehrere neue Rudel.

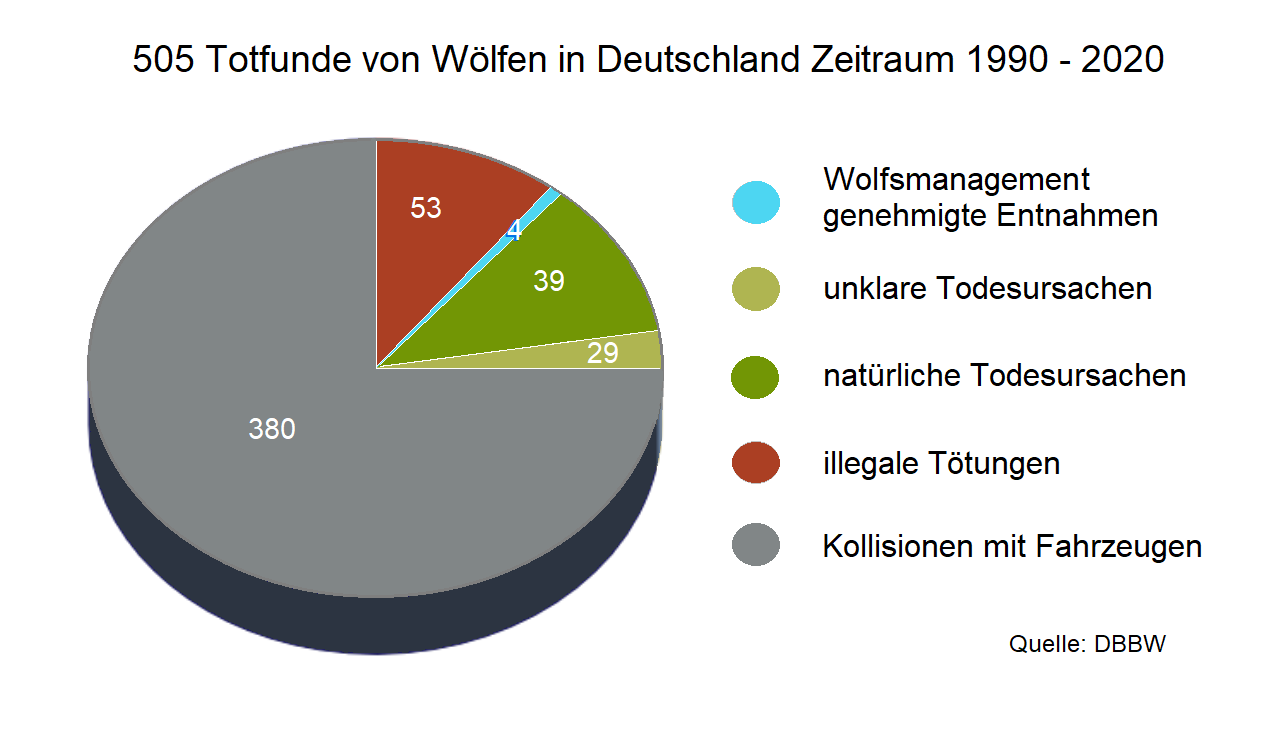
Totfunde Zeitraum 1990–2020

Von den 505 im Zeitraum von 1990 bis Januar 2020 in Deutschland tot aufgefundenen Wölfen waren 380 Verkehrsopfer. Einzelne Versicherungen erkennen solche Unfälle nicht als Wildunfälle an, da die Wölfe ohne Aufnahme ins Jagdgesetz nach ihrer Rechtsauffassung nicht zum Wild gehören. Zweithäufigste Todesursache waren insgesamt 53 illegale Tötungen. Sowohl hinsichtlich der Zahl illegaler Tötungen als auch hinsichtlich der Verkehrsopfer ist von einer Dunkelziffer auszugehen. Wölfe, die durch natürliche Todesursachen wie Alter oder Revierkämpfe sterben, werden häufig nicht gefunden, weshalb sie bei den Totfunden nicht aufgelistet sind.
Die Studie „Habitatmodellierung und Abschätzung der potenziellen Anzahl von Wolfsterritorien in Deutschland“, die im Auftrag des Bundesamts für Naturschutz entstand und im Mai 2020 veröffentlicht wurde, schätzt, dass es in Deutschland einschließlich möglicher Territorien von Einzeltieren und Paaren ein Potenzial für 700 bis 1400 Wolfsterritorien gäbe. Bei der Angabe der potenziellen Territorien handelt es sich jedoch keinesfalls um eine angestrebte Zielgröße.

## Schutzstatus
Der Wolf ist eine in Deutschland streng geschützte Tierart. Dies ergibt sich aus § 7 Abs. 2 Nr. 14 Buchst. a) und b) des Bundesnaturschutzgesetzes (BNatSchG) in Verbindung mit Anhang A der Verordnung (EG) Nr. 338/97 und Anhang IV der Richtlinie 92/43/EWG (Fauna-Flora-Habitat-Richtlinie, kurz: FFH-Richtlinie). Das deutsche Recht hat das übergeordnete europäische Recht umzusetzen. Demnach ist es, wie auch in den anderen EU-Mitgliedsstaaten, nach dem Bundesnaturschutzgesetz verboten, einen Wolf zu fangen, zu töten und seine Fortpflanzungs- oder Ruhestätten zu zerstören. Ausnahmen von diesen Verboten können in begründeten Fällen zugelassen werden. Die Erteilung von Ausnahmegenehmigungen im Rahmen des Wolfsmanagements wurde durch die Verabschiedung eines entsprechenden Gesetzes im Dezember 2019 erleichtert, um vermehrte Angriffe auf geschützte Nutztiere durch Einzelwölfe mit deren Entnahme zu beenden. Für jede Entnahme müssen bestimmte Bedingungen nach Art. 16 Abs. 1a-e) der FFH-Richtlinie erfüllt sein. Eine letale Entnahme ist in der EU nur statthaft, wenn es keine zumutbaren Alternativen gibt (z. B. Herdenschutz mit Elektronetzen), das verfolgte Ziel auf Basis wissenschaftlicher Daten hinreichend belegt werden kann sowie der sogenannte günstige Erhaltungszustand nicht gefährdet bzw. seine Erreichung durch die Entnahme nicht behindert wird. Wölfe können daher in Europa nicht nicht-selektiv bejagt werden. Verstößt ein Mitgliedsstaat gegen diese Auflagen, drohen EU-Vertragsverletzungsverfahren. Damit sind auch jagdlich hergestellte „wolfsfreie Zonen“ oder Bestandsobergrenzen in Deutschland rechtlich unzulässig. Anlocken und Füttern eines Wolfs wurde durch das Gesetz in Deutschland verboten (§ 44 Abs. 1 Nr. 1, § 69 Abs. 2 Nr. 5a BNatSchG).
Einen Wolf (als Exemplar einer streng geschützten Art) vorsätzlich zu töten, kann als Straftat mit einer Freiheitsstrafe bis zu fünf Jahren oder mit einer Geldstrafe geahndet werden (§ 45a Abs. 1 Satz 1, § 69 Abs. 2 Nr. 1, § 71 Abs. 2 Nr. 2 BNatSchG). Für den Abschuss, bei dem der Täter fahrlässig nicht erkennt, dass es sich um einen Wolf handelt, ist eine Geldstrafe oder eine Freiheitsstrafe bis zu drei Jahren vorgesehen (siehe auch § 71 Abs. 4 BNatSchG). Der ungenehmigte Abschuss von Wölfen in Naturschutzgebieten oder Nationalparks kann als schwere Umweltstraftat mit einer Freiheitsstrafe bis zu zehn Jahren geahndet werden (§ 329, § 330 StGB). Auch jagdrechtliche Konsequenzen wie der Entzug des Jagdscheines sind möglich.
Von 1945 bis 1990 wurden in der DDR 13 aus Polen eingewanderte Wölfe getötet, in der BRD wurden 9 getötet. Seit 1990 gilt in ganz Deutschland ein Schutzstatus, was zu einer Etablierung von Wolfspopulationen zunächst in Sachsen und Brandenburg und einer anschließenden raschen Ausbreitung in alle Bundesländer führte.
Der Wolf unterliegt außerhalb Sachsens und Niedersachsens nicht dem Jagdrecht. In Sachsen unterliegt er dem Jagdrecht, genießt aber aufgrund des Schutzstatus ganzjährige Schonung. Die Aufnahme des Wolfes in das sächsische Jagdrecht im Jahr 2012 ist für den naturschutzrechtlichen Status des Wolfes ohne Bedeutung, da dieser Status auf der für alle Mitgliedstaaten der Europäischen Union geltenden FFH-Richtlinie basiert. In Niedersachsen ist die Jagd auf Wölfe und Wolfshybriden in § 28b Niedersächsisches Jagdgesetz geregelt. Die Entnahme von Wölfen bedarf danach einer vollziehbaren Ausnahmegenehmigung nach dem Bundesnaturschutzgesetz.
Jagdliche Eingriffe zur zahlenmäßigen oder räumlichen Steuerung einer Wolfspopulation oder präventive Bestandskontrollen scheiden derzeit aufgrund der europäischen Rechtslage aus. Geschützt sind auch Wolfshybriden (Mischlinge aus Wolf und Haushund) der ersten vier Generationen aufgrund der Gesetze gegen den Handel mit Wildtieren. Ab der fünften Nachzucht- bzw. Nachkommengeneration unterliegen sie den Schutzbestimmungen nicht mehr. Die Dokumentations- und Beratungsstelle des Bundes zum Thema Wolf erachtet den Schutz als begrüßenswert, weil dadurch Abschüsse echter Wölfe als vermeintliche Hybriden verhindert werden. Aus Artenschutzgründen sollen Wolfshybriden jedoch gemäß Empfehlung Nr. 173 der Berner Konvention (2014) aus der Natur entfernt werden. Voraussetzung hierfür sind ein genetischer Nachweis und eine naturschutzrechtliche Ausnahmegenehmigung. Das auch in Deutschland geltende Washingtoner Artenschutzübereinkommen verbietet den internationalen Handel mit Wölfen oder Körperteilen von Wölfen (etwa Fellen).

## Konflikte

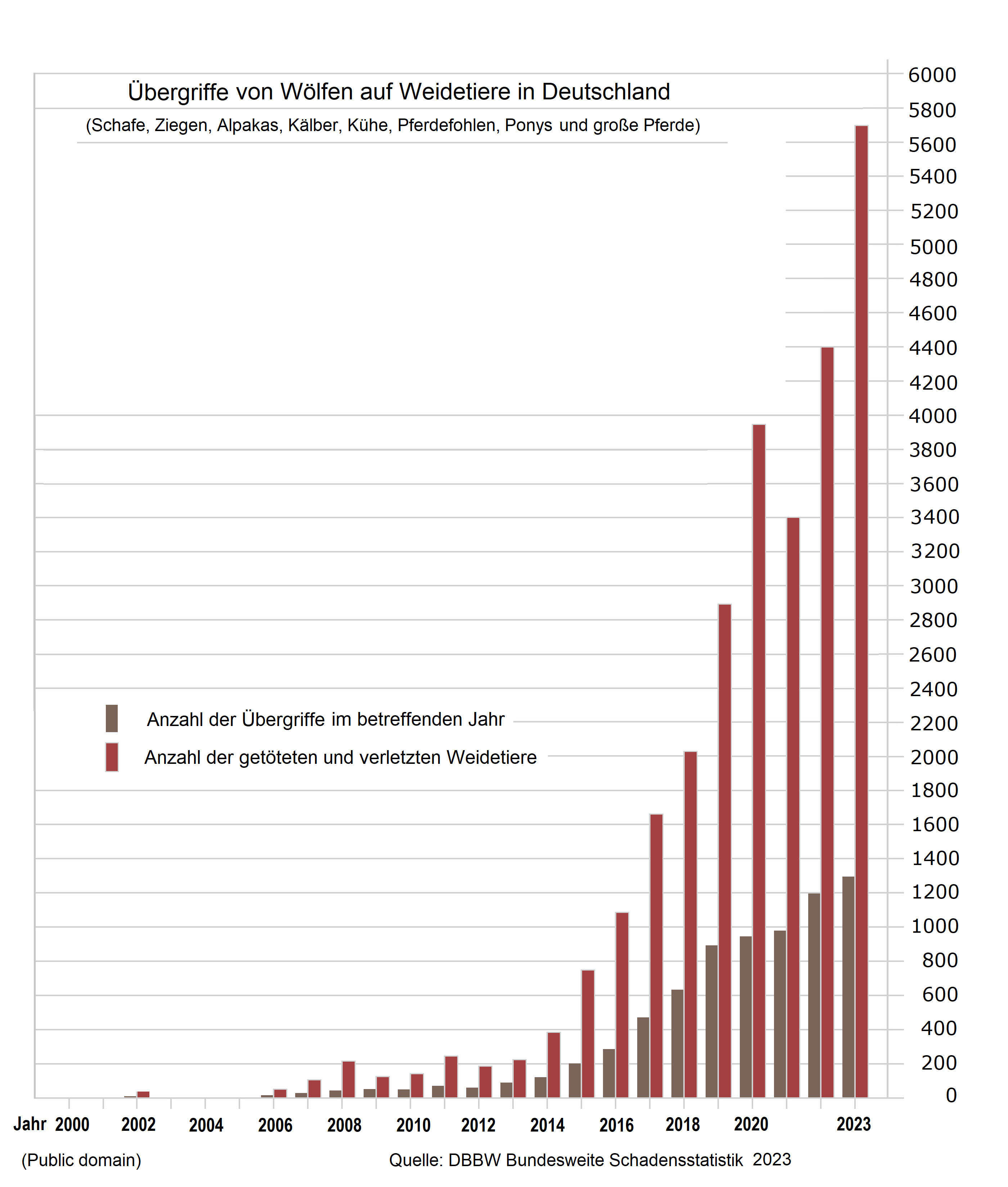
Bundesweite Schadensstatistik: Jahre 2000 bis 2020

In einem dicht besiedelten und auf die Fläche bezogen überwiegend land- und forstwirtschaftlich geprägten Land wie Deutschland ergeben sich Konflikte mit Interessen des Menschen hinsichtlich Sicherheit, landwirtschaftlicher Nutzung und der Gestaltung des Naturschutzes in Kulturlandschaften. Dabei sind verschiedene Interessengruppen wie Naturschützer, Förster, Jäger, Nutztierhalter und Erholungssuchende betroffen.

### Tödliche Wolfsangriffe auf Menschen
siehe Wolf#Angriffe_auf_Menschen
Für den Zeitraum 1950 bis 2000 sind weltweit 1141 Wolfsangriffe auf Menschen erfasst, mit 331 Todesopfern, hauptsächlich im Raum Indien und Iran. In Europa ohne UdSSR/Russland waren es 50 Angriffe mit 9 Opfern. Dabei ist die Zahl der Angriffe von tollwütigen Wölfen höher, jedoch ist die „Erfolgsquote“, d. h. die Zahl der Todesopfer, bei Angriffen gesunder Wölfe höher. Für den Zeitraum 2002 bis 2020 wurden von insgesamt 491 zuverlässig dokumentierten Fällen 67 als Raubtierangriff eingestuft, mit 9 Todesopfern, 382 unter Tollwut (14 tödlich), und 42 als provoziert oder defensiv (3 tödlich). In Nordamerika wurden in diesem Zeitraum zwei Todesfälle durch Wölfe registriert, während es in Europa keine derartigen Vorfälle gab. Mit einer Wolfspopulation von etwa 60.000 Tieren in Nordamerika und 15.000 in Europa wird das Risiko eines Wolfsangriffs auf Menschen – angesichts von mehreren hundert Millionen Einwohnern – als vernachlässigbar gering eingestuft.

### Konflikte mit Nutztierhaltern
Wölfe bevorzugen meist Beutetiere, die sie leicht überwältigen können. In Gebieten mit Weidetierhaltung kommt es deshalb gelegentlich zu Angriffen auf Nutztiere – insbesondere dann, wenn die Tiere unzureichend geschützt sind. In den Jahren 2002 bis 2019 wurden in Deutschland insgesamt rund 10.000 Nutztiere durch Wölfe verletzt oder getötet. Schafe und Ziegen waren zu 88,4 Prozent betroffen, Gatterwild zu 6,7 Prozent, Rinder (zumeist Kälber) zu 4,4 Prozent (andere: 0,5 Prozent, darunter auch Pferde). Die Zahl der Übergriffe nahm mit zunehmender Zahl an Wölfen im Lauf der Jahre zu. 2017 wurden 472 Angriffe von Wölfen auf Nutztiere registriert. Dabei wurden 1.667 Nutztiere verletzt oder getötet oder werden vermisst. Für das Jahr 2020 zeigt die Schadensstatistik der DBBW über 900 Übergriffe mit über 3.900 getöteten oder verletzten Tieren. Die nach einer Attacke stressbedingten Totgeburten (v. a. bei Schafen) gehen in diese Statistik nicht ein.
Im Rahmen des Wolfsmanagements sehen fast alle Bundesländer Ausgleichszahlungen für gerissene Weidetiere und finanzielle Unterstützung für Herdenschutzmaßnahmen vor, allerdings erst dann, wenn die Anwesenheit standorttreuer Wölfe nachgewiesen wurde (meist nach ersten Übergriffen anhand von Speichelproben an gerissenen Tieren) und das Gebiet als Wolfsgebiet ausgewiesen wurde. Ausgleichszahlungen an Weidetierhalter setzen eine Begutachtung der verletzten oder getöteten Tiere voraus, beispielsweise durch einen Rissgutachter. Für Herdenschutzmaßnahmen wandten die Bundesländer 2016 rund 1,2 Millionen Euro auf, für Ausgleichszahlungen rund 135.000 Euro. Die Ausgleichszahlungen für das Jahr 2019 werden von der DBBW mit rund 420.000 Euro beziffert. Von Seiten des Deutschen Bauernverbands und des Bundesverbands Deutscher Milchviehhalter gibt es Forderungen wie 100-prozentige Übernahme der Kosten für wolfssichere Zäune, das Einrichten von wolfsfreien Zonen, die „Entnahme“ aller Wölfe, die sich auf Weiden bedienen, die Senkung des Schutzstatus, die Aufnahme des Wolfes ins Jagdrecht sowie den 100-prozentigen Ersatz aller von Wölfen getöteten, verletzten Weidetiere einschließlich der Verluste an ungeborenen Nachkommen trächtiger Muttertiere, die nach einem Wolfsangriff infolge von Stress als Fehlgeburten und Frühgeburten verloren gehen (Verlammungen, Verkalben, Verfohlen). Um durch Wölfe verursachte Todesfälle unter Nutztieren richtig einordnen zu können, ist allerdings auch festzuhalten, dass auch ohne Wölfe viele Nutztiere durch Krankheit, Unfälle oder falsche Ernährung sterben.
Befürworter einer Dezimierung von Wölfen verweisen auf Norwegen oder Schweden und deren geringere Zahl an Wölfen. Allerdings braucht ein Wolfsrudel in Deutschland wegen der höheren Wilddichte nur zwischen 100 und 350 Quadratkilometer, um zu überleben, in Schweden sind es etwa 1000 Quadratkilometer. Die Zahl der Rehe bestimmt, wie viele Wölfe hier leben können, denn Analysen Tausender Kotproben in der Lausitz haben ergeben, dass allenfalls 0,8 Prozent Nutztiere in einer Wolfsdiät enthalten sind. Eine „Regulierung“ der Wolfspopulation sowie ein „unbürokratischer Abschuss“ kann die Gefahr von Übergriffen auf Weidetiere sogar erhöhen, da Rudelstrukturen und damit Lerntraditionen zerstört werden und man das Nachrücken von risikofreudigeren Jungwölfen fördert. Zudem könnten elternlos gewordene Jungwölfe erst recht sich an leichter zu erjagende Beute wie Nutztiere gewöhnen. Auch mehrere wissenschaftliche Studien in verschiedenen Ländern kamen zu dem Ergebnis, dass eine erhöhte Abschussrate zu keiner signifikanten Verringerung von Nutztierschäden oder -rissen führt.

### Konflikte mit der Bevölkerung und Erholungssuchenden
Als Bewohner mitteleuropäischer Kulturlandschaften können Wölfe, ebenso wie andere Wildtiere, vor allem nachts auch im Bereich von Ortschaften auf Nahrungssuche gehen; dies entspricht dem normalen Verhalten von Tieren, die an menschengemachte Strukturen gewöhnt sind. Personen in Fahrzeugen und Reiter werden von Wölfen und anderen Wildtieren häufig nicht als Menschen erkannt, so dass sie unter diesen Umständen nur scheinbar keine Scheu zeigen. Zu Konflikten zwischen Mensch und Wolf kann es allerdings kommen, wenn Wölfe tatsächlich die Scheu vor Menschen vermissen lassen, etwa weil sie gefüttert wurden oder weil sie sich mitgeführten Haushunden annähern und dabei den Hundeführer ignorieren. In der Bevölkerung besteht häufig die Besorgnis, Wölfe könnten in derartigen Fällen auch dem Menschen gefährlich werden. In Deutschland ist bislang (Stand September 2021) kein Fall dokumentiert, in dem ein frei lebender Wolf sich einem Menschen gegenüber aggressiv verhalten hätte. Wenn Wölfe direkte Fütterung oder indirekte Fütterung beim Auffinden von Speiseresten, von Katzen- und Hundefutter im Freien oder von Schlachtabfällen kennen gelernt haben, kann es allerdings dazu kommen, dass sie Futter aufdringlich oder aggressiv einfordern, wenn sie wider Erwarten nicht gefüttert werden. Man versucht, habituierte (an den Menschen gewöhnte) Wölfe durch Vergrämung nachhaltig zu vertreiben: Man setzt sie akustischen, optischen, olfaktorischen (geruchlichen) oder schmerzhaften Reizen aus, etwa durch Beschießen mit Gummikugeln. Haben diese Maßnahmen keinen Erfolg, kann eine Ausnahmegenehmigung zur „Entnahme“ des Wolfs aus dem Bestand beziehungsweise zu seiner Tötung erteilt werden. Am 27. April 2016 wurde in Niedersachsen ein Wolf erschossen, bei dem die Vergrämung fehlgeschlagen war, dies war der erste legal erschossene Wolf nach der Rückkehr der Tiere in Deutschland. Der damalige niedersächsische Umweltminister Stefan Wenzel (Grüne) sowie der Naturschutzbund Deutschland (NABU) bedauerten die Entscheidung und begründeten sie damit, dass der Wolf (MT6) sich immer wieder Menschen genähert hatte.

### Konflikte mit konkurrierenden Naturschutzzielen
Das in Deutschland ursprünglich als Jagd- und Parkwild eingeführte europäische Mufflon wird durch den Wolf dort, wo beide aufeinandertreffen, ausgerottet, da das aus kurzen Sprints bestehende Fluchtverhalten des europäischen Mufflons in flachen Landschaften keinen Schutz bietet. Dabei ist die deutsche Population von 8000 (20.600 im Jahr 2005) des europäischen Mufflons für die weltweite Population von 60.000 (90.000 im Jahr 2005) nicht unbedeutend. Weiterhin sind auch Populationen, wie die bei Lüneburg, welche als besonders reinrassig galten, verschwunden. Gegner des europäischen Mufflons in Deutschland stellen sich auf den Standpunkt, dass das europäische Mufflon nicht für das Leben in Deutschland angepasst, ein Neozoon und zudem kein Wildtier, sondern nur eine verwilderte sehr ursprüngliche Hausschafrasse sei. Letzteres ist aber nicht abschließend geklärt.
Der Wolf verursacht (indirekt) auch innerfachliche Zielkonflikte im Naturschutz. Viele (wie der Wolf) auch europarechtlich geschützte Lebensräume (z. B. Heiden) und Arten (z. B. Quendel-Ameisenbläuling) sind auf Beweidung angewiesen. Ihre Standorte sind aufgrund einer schwierigen Topographie (z. B. Gebirge), besonderer edaphischer Bedingungen (trocken, nass) oder hoher struktureller Vielfalt (viele Sträucher, Bäume, Gräben) teilweise nur äußerst schwierig wolfsabweisend zu zäunen. Es besteht daher die Befürchtung, dass die Beweidung als optimale Naturschutzstrategie in solchen und vergleichbaren Fällen aufgegeben wird. Der oft erhebliche Mehraufwand für den nun in ganz Deutschland erforderlichen zusätzlichen Herdenschutz trifft auf eine Branche, die bereits eine sehr hohe Arbeitszeitbelastung (z. B. absolvieren Schäfer in Baden-Württemberg im Durchschnitt 69,5 Wochenarbeitsstunden) bei angespannter betriebswirtschaftlicher Lage hat. Schon heute fehlen in Deutschland für viele naturschutzfachlich bedeutsame Lebensräume geeignete Bewirtschafter, die die Nutzungs- und damit Habitatkontinuität aufrechterhalten könnten. Dies ist in erster Linie auf eine nachhaltigkeitsdefizitäre Agrarpolitik zurückzuführen. Die Anwesenheit des Wolfes verschärft die Lage der Weidetierhalter allerdings. Diese Probleme können nur partiell durch höhere staatliche Unterstützung kompensiert werden. Das Thema „Wolf“ belastet zunehmend auch das Verhältnis zwischen Weidetierhaltern und Akteuren des Naturschutzes.

## Politische Folgen

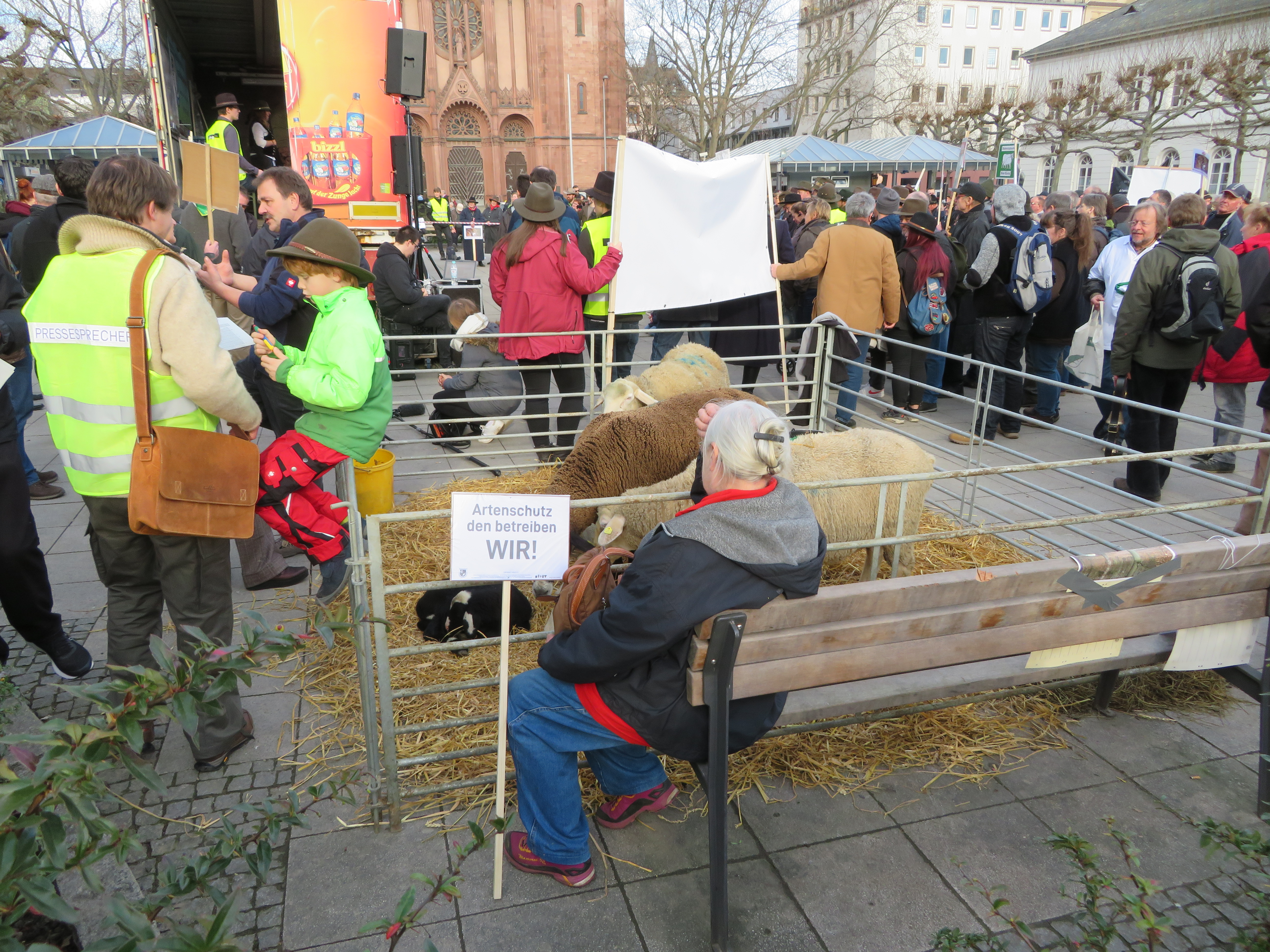
Weidetierhalter demonstrieren im Januar 2020 vor dem Hessischen Landtag

Die Rückkehr der Wölfe hat zu lebhaften Auseinandersetzungen zwischen Befürwortern und Gegnern dieser Entwicklung geführt. Von vielen Landesregierungen wurde ein sogenanntes Wolfsmanagement aufgelegt, das ein konfliktarmes Nebeneinander von Mensch und Wolf ermöglichen soll. Eine der damit verbundenen Maßnahmen war z. B. die Gründung des LUPUS – Institut für Wolfsmonitoring und -forschung in Deutschland, der Dokumentations- und Beratungsstelle des Bundes zum Thema Wolf und weitere Initiativen, die schon früher eine Aufklärung der Bevölkerung durch intensive Öffentlichkeitsarbeit zum Ziel hatten. Zu einem Ausgleich zwischen den gegensätzlichen Positionen konnten diese Bemühungen jedoch bislang kaum beitragen und die Debatte ähnelt oft einem „Glaubenskrieg“ um das richtige Vorgehen, der von gegenseitigen Schuldzuweisungen begleitet wird. Nahkontakte zwischen Menschen und wildlebenden Wölfen werden von der einen Seite eher als harmlos, von der anderen Seite als potenziell bedrohlich beurteilt.
Die Frage, inwiefern eine weitere Zunahme des Wolfsbestands wünschenswert ist, ist politisch sehr aufgeladen und wird häufig benutzt, um den jeweilig Verantwortlichen mangelndes oder falsches Handeln vorzuhalten. Im November 2016 verfassten die umweltpolitischen Sprecher der Fraktionen von CDU und CSU im Bund und den Ländern die „Dresdner Resolution“. In diesem Papier wird die Rückkehr des Wolfes „als Ergebnis des Naturschutzes“ zumindest in Teilen als nicht unproblematisch dargestellt und die Aufnahme des Wolfes in das Jagdrecht der Länder zur Prüfung vorgeschlagen. Der Wildbiologe und Wolfsberater Ulrich Wotschikowsky, der in der Vergangenheit bereits die Wolfspolitik des NABU und anderer Verbände getadelt hatte, übte in einem offenen Brief heftige Kritik an den Unionspolitikern. Der Umgang mit Wölfen war in Niedersachsen ein Streitthema und Wahlkampfthema vor der Landtagswahl am 15. Oktober 2017.
Der niedersächsische Umweltminister Olaf Lies (Kabinett Weil II) hat im Februar 2018 geäußert, der Wolf verliere immer mehr seine Scheu vor Menschen. Die Idee, dass der Wolf in Deutschland lebt und sich nur von Wildtieren ernährt, funktioniere offensichtlich nicht.
Bundesumweltministerin Svenja Schulze (SPD) erklärte im März 2018, sie wolle eine „Lex Wolf“ schaffen, die den Abschuss von Wölfen in Deutschland klar regeln soll. Dazu will sie das Bundesnaturschutzgesetz ändern. Nach Schulzes Idee soll ein Wolf künftig bereits dann geschossen werden dürfen, wenn er „ernste landwirtschaftliche Schäden“ verursacht. Die bislang geltende Formulierung nennt einen „erheblichen Schaden“ und die Bedrohung der Existenzgrundlage als Voraussetzung. (siehe Wolfsmanagement).
Im Mai wurde ein Gesetzentwurf, die sog. Lex Lupus, im Bundeskabinett gebilligt, wonach die bisherigen strengen Regeln im Bundesnaturschutzgesetz für einen Wolfabschuss gelockert werden. Nicht nur konkrete Wölfe, denen Risse (bei Vorhandensein wolfssicherer Zäune) nachgewiesen werden, dürfen dann getötet werden, sondern künftig Wölfe des Rudels, auch wenn diese konkret abgeschossenen Wölfe nicht die Verursacher waren. Der Abschuss, notfalls des ganzen Rudels, geht dann so lange, bis die Übergriffe aufhören. Nötig ist weiterhin eine behördliche Ausnahmegenehmigung. Künftig solle auch der Nachweis „ernster“ statt „erheblicher“ und damit existenzbedrohender Schäden ausreichen. Der NABU kritisierte die geplanten Änderungen. Laut dem Bund für Umwelt und Naturschutz Deutschland könnten die Neuregelungen sogar zu einer weiteren Verschärfung des Problems führen, da durch eine Zerstörung der Rudelstrukturen fremde Wölfe nachwandern oder junge Wölfe ohne ihre Eltern jagen müssten, was eine Zunahme der Nutztierrisse zur Folge haben könne.
Nachdem nach einem anfänglichen Kompromiss Bundeslandwirtschaftsministerin Julia Klöckner angekündigt hatte, weitere Erleichterungen für den Abschuss von Wölfen durchsetzen zu wollen, äußerte Schulze, das größte Problem für die Schäfer sei nicht der Wolf, sondern „die derzeitige Agrarförderung“, und forderte von Klöckner eine Weidetierprämie, wie es sie in fast ganz Europa gäbe. (s. auch Herdenschutz).

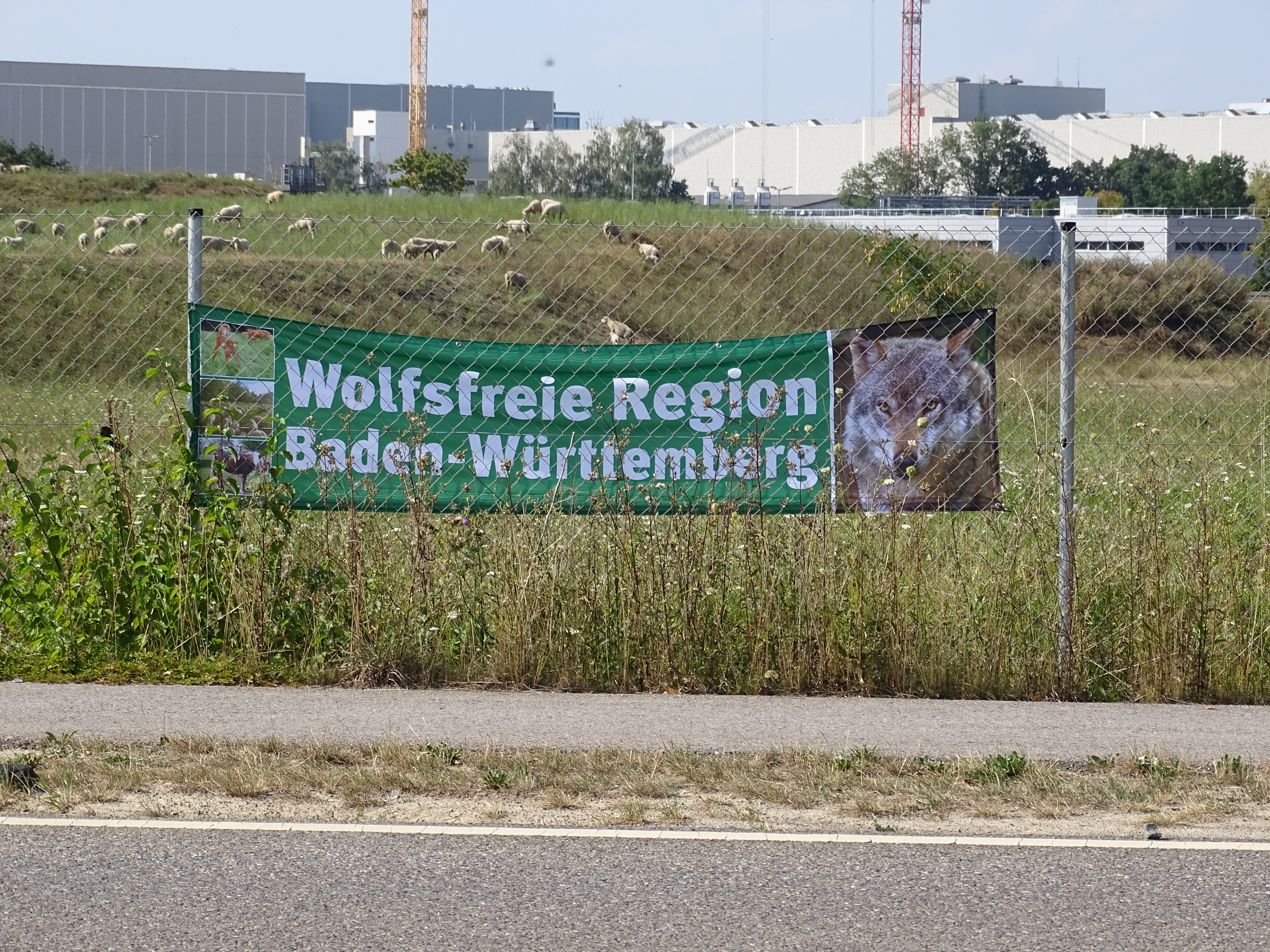
„Wolfsfreie Region Baden-Württemberg“ – Banner am Rand einer Schafweide in Böblingen, Baden-Württemberg

Im September 2018 bearbeitete das Umweltministerium Baden-Württemberg einen Antrag von Raimund Haser zur Überprüfung der Möglichkeit, wolfsfreie Zonen auszuweisen. Gitta Connemann und Georg Nüßlein sprachen sich im Bundeskabinett ebenfalls für wolfsfreie Zonen und eine Bestandsregulierung aus.
Im Dezember 2019 hat der Bundestag ein Gesetz beschlossen, nach dem Wölfe zum Schutz von Weidetieren geschossen werden dürfen. Die Maßnahmen sollen wirtschaftliche Schäden für Landwirte und Schäfer abwenden. Eine Tötung soll auch dann möglich sein, wenn unklar ist, welcher Wolf eine Herde angegriffen hat. Nach den von Svenja Schulze (SPD) vorgelegten Plänen sollen so lange Wölfe in einer Gegend geschossen werden können, bis es keine Attacken mehr gibt, auch wenn dabei ein ganzes Rudel getötet wird. Die Länderbehörden müssen jeden Abschuss einzeln genehmigen. Der Abschuss soll bei „ernsten wirtschaftlichen Schäden“ erlaubt sein. Im Dezember 2019 gab es dazu eine Anhörung im Deutschen Bundestag, bei der der Geschäftsführer des Forum Natur Brandenburg Gregor Beyer die gegenwärtige Situation dargelegte und das Verhalten des Bundesamts für Naturschutz (BfN) ansprach. Im Bundestag werden die Ausnahmeregelungen weiterhin kontrovers bewertet.
Im September 2020 wurde im Ausschuss für Ernährung, Landwirtschaft und Verbraucherschutz des Niedersächsischen Landtags für den Wolf eine Bestandsregulierung gefordert. Karl Hausmann (SPD) berichtete, die Koalitionsfraktionen beabsichtigten, einen eigenen Antrag einzubringen, der sich am sogenannten französischen Modell orientieren solle.
Nach Auskunft des damaligen niedersächsischen Umweltministers Olaf Lies sollte im Herbst 2020 eine neue Wolfsverordnung erlassen werden, nach der nicht mehr für jeden Problemwolf eine eigene Ausnahmegenehmigung nötig sei. Für den Abschuss auffälliger Wölfe solle stattdessen ein standardisiertes Verfahren gelten. Von den 300 bis 350 Wölfen in Niedersachsen würde rund ein Dutzend in die Kategorie Problemwolf fallen. Die Niedersächsische Wolfsverordnung wurde am 20. November 2020 erlassen und umfasste 15 Paragraphen. Mit der Aufnahme des Wolfes in das Jagdrecht sollte die Niedersächsische Wolfsverordnung entfallen. Mit Wirkung zum 21. Mai 2022 wurde § 28b Niedersächsisches Jagdgesetz mit der Überschrift Sonderregelungen für den Wolf wirksam.
Im April 2023 lehnte der Bundestag zwei Anträge der CDU/CSU sowie der AfD zur Erleichterung eines Abschusses von Wölfen ab.
Ende 2023 verständigten sich die Umweltminister von Bund und Ländern darauf, dass Wölfe nach einmaligem Überwinden des Herdenschutzes und dem Riss von Weidetieren schneller zum Abschuss freigegeben werden. Bundesumweltministerin Steffi Lemke zufolge soll die vereinfachte Abschussgenehmigung für 21 Tage gelten und im Umkreis von bis zu einem Kilometer um die betroffene Weide gelten. Anders als bisher soll ein DNA-Test nicht mehr zuvor, sondern erst im Nachgang erfolgen und dann Auskunft darüber geben, ob tatsächlich der für den Riss verantwortliche Wolf getötet wurde. Von wissenschaftlicher Seite wurde die neue Regelung stark kritisiert. So wies der Direktor des Leibniz-Instituts für Zoo- und Wildtierforschung Heribert Hofer darauf hin, dass nach dieser Regelung innerhalb von drei Wochen nach einem Weidetierriss alle Wölfe im Umkreis von einem Kilometer und somit auch ganze Rudel zufällig vorbeiziehender Wölfe abgeschossen werden könnten.